# Untermainebene
Untermainebene bezeichnet eine Landschaft, die naturräumlich ein Teil des Rhein-Main-Tieflandes ist, im System des Handbuchs der naturräumlichen Gliederung Deutschlands ist sie die Haupteinheit 232. Sie erstreckt sich entlang des Mains und südlich des Flusses von Aschaffenburg im Osten bis in die Innenstadt von Mainz im Westen. Im Osten grenzt sie an den Spessart, im Nordosten an dessen flache Ausläufer, im Nordwesten an die des Taunus, im Westen ans Rheinhessische Hügelland und im Süden an Odenwald-Ausläufer und diesen selbst.

## Geographie

### Lage
Die Untermainebene umfasst den zentralen Teil des Rhein-Main-Tieflandes entlang dem Nordbogen des unteren Mains sowie die großen Flachland-Anteile innerhalb des Bogens. Die Höhe schwankt meist zwischen 90 und 150 m ü. NHN, nur auf wenigen Erhebungen steigt sie über und nur in wenigen Senken fällt sie unter diese Spanne.
Sie beginnt als zunächst noch schmaler und nordwärts laufender Streifen bei Wörth im bayerischen Unterfranken und weitet sich noch vor dem ebenfalls unterfränkischen Aschaffenburg, von dem der rechtsmainische Innenstadtbereich gerade noch dazurechnet, links des Mains entlang dem unteren Tal der Gersprenz in Hessen stark aus bis etwa nach Dieburg. Von Aschaffenburg bis etwa Hanau, wo der Mainbogen im Hessischen fast seinen Gipfel erreicht hat, entfernt sich die rechte Grenze des Naturraumes ebenfalls weiter vom Flusslauf, während sich die linke bis etwa Heusenstamm wieder etwas dem Fluss nähert. Im zweiten Teil des Bogen verläuft die rechte Grenze ab Main überall recht nahe an der Flussachse, während sich die linksmainischen Anteile über die Grenze des Main-Einzugsgebietes hinaus nach Süden ausdehnen bis zu den nördlichen Stadtteilen von Darmstadt. Zwischen Nackenheim und der Mainmündung bei Mainz liegen in einem schmalen linksrheinischen Streifen die westlichsten Anteile des Naturraums in Rheinland-Pfalz.
Reihum im Gegenuhrzeigersinn grenzen die folgenden Nachbar-Naturräume an: Am Ostrand liegt vom obersten Zipfel der Untermainebene an der Spessart, vor den sich noch vor Kahl am Main das Büdingen-Meerholzer Hügelland schiebt, das nördlich von Hanau von der im Norden liegenden Wetterau abgelöst wird, dem sich ab Frankfurt das Main-Taunusvorland nun bis an die Mainmündung anschließt; die letzten drei Naturräume zählen ebenfalls zum Rhein-Main-Tiefland.
Hinter der nur schmalen Westgrenze unter anderem durch die Mainzer Innenstadt erhebt sich jenseits des Rheins das Rheinhessische Tafel- und Hügelland.
Entlang der Südgrenze vom Rhein bis Darmstadt liegt die Hessische Rheinebene. Zwischen Darmstadt und Dieburg springt das Messeler Hügelland nordwärts in den Bogen der Untermainebene vor, während ab Dieburg fast bis an den oberen Maintalzipfel im Süden das Reinheimer Hügelland angrenzt; die beiden letzten Naturräume sind wiederum Teile des Rhein-Main-Tieflandes. Linksseits dieses kurzen Maintalzipfel erhebt sich der Odenwald.

### Naturräumliche Gliederung
Die Untermainebene gliedert sich auf erster Ebene in die Rhein-Main-Niederung um die Mainmündung, die Westliche Untermainebene und die Östliche Untermainebene, die etwa bei Frankfurt und Offenbach aneinander grenzen. Im Detail:
- (zu D53 – Oberrheinisches Tiefland)
  - (zu 23 – Rhein-Main-Tiefland)
    - 232 Untermainebene
      - 232.0  Rhein-Main-Niederung
        - 232.00 Bodenheimer Aue
        - 232.01  Mainmündungsaue
        - 232.02  Gustavsburger Terrasse
          - 232.020  Ginsheimer Sand
          - 232.021  Rüsselsheimer Sand

        - 232.03  Hochheimer Mainaue

      - 232.1 Westliche Untermainebene
        - 232.10 Westliche Untermainniederung
          - 232.100 Flörsheim-Griesheimer Mainniederung
          - 232.101 Frankfurt-Sachsenhäuser Maindurchbruch

        - 232.11 Sachsenhausen-Offenbacher Rücken
        - 232.12 Kelsterbacher Terrasse
          - 232.120 Mönchwald und Dreieich
          - 232.121 Mönchbruch

        - 232.13 Hegbach-Apfelbach-Grund

      - 232.2 Östliche Untermainebene (Hanau-Seligenstädter Senke)
        - 232.20 Östliche Untermainniederung
          - 232.200 Fechenheim-Steinheimer Mainniederung
          - 232.201 Auheim-Kleinostheimer Mainniederung
          - 232.202 Stockstadt-Elsenfelder-Mainniederung

        - 232.21 Wilhelmsbad-Wolfganger Flugsandgebiet
        - 232.22 Rodgau
          - 232.220 Steinheimer Terrasse
          - 232.221 Rodauniederung
          - 232.222 Heusenstammer Sand
          - 232.223 Dudenhofener Dünen- und Flugsandgebiet

        - 232.23 Dieburger Bucht
          - 232.230 Gersprenzniederung
          - 232.231 Lettbusch
          - 232.232 Schaafheimer Rinne

Etwa 168,96 km² der Untermainebene liegt in Bayern.

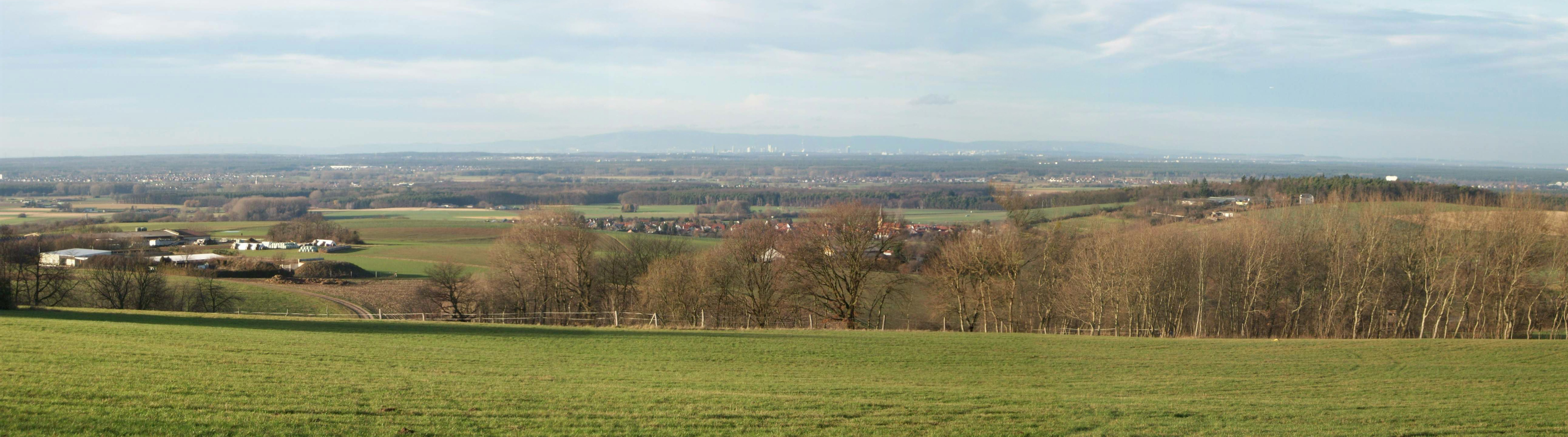
Panorama der Untermainebene von den letzten Ausläufern des Odenwaldes auf Klein-Umstädter Gemarkung mit Blick über Kleestadt in die östliche Dieburger Bucht (Gersprenzniederung) bis Frankfurt und Hanau, begrenzt am Horizont vom Taunus

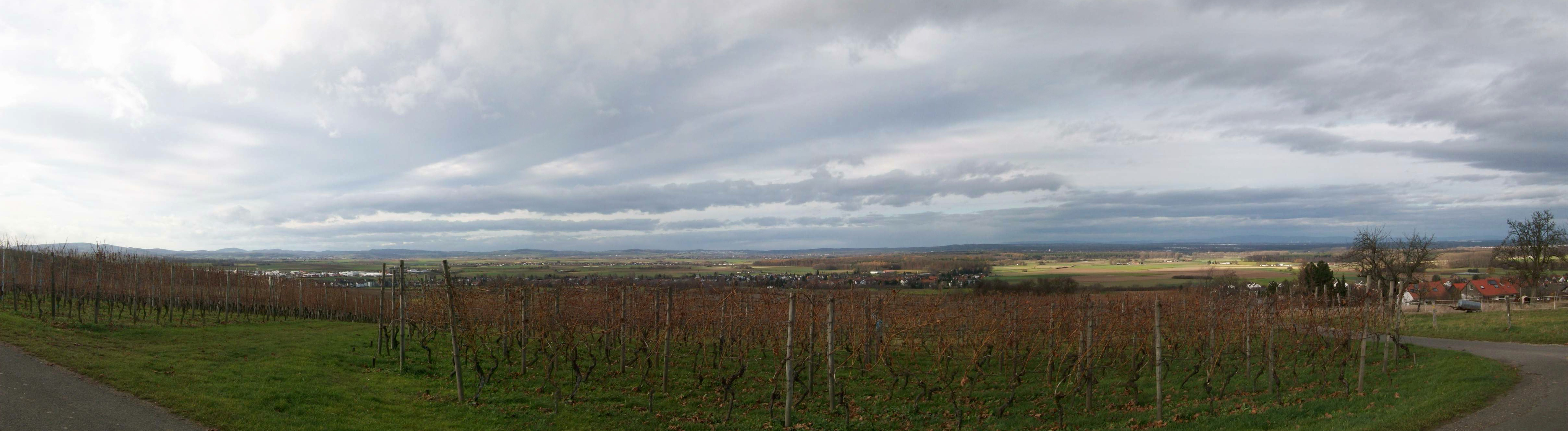
Panorama der Untermainebene nach Westen in die Dieburger Bucht und das Messeler Hügelland

## Bodennatur und Nutzung
Ökologisch-ökonomisch geprägt ist die Untermainebene einerseits durch Forstwirtschaft, andererseits durch Obst- und Ackerbau. Ihre meist sandigen Böden sind arm an Löss und enthalten vergleichsweise wenige Nährstoffe. Ein großer Anteil ist mit Siedlungsflächen des Ballungsraumes Rhein-Main-Gebiet überbaut.